# Fleurac (Charente)
Fleurac település Franciaországban, Charente megyében. Lakosainak száma 220 fő (2022. január 1.). Fleurac Échallat, Foussignac, Mérignac és Vaux-Rouillac községekkel határos.

## Népesség
A település népességének változása:
| Lakosok száma | 251  | 238  | 244  | 230  | 249  | 249  | 242  | 239  | 239  | 220  |
|               | 1968 | 1982 | 1990 | 2006 | 2013 | 2015 | 2017 | 2019 | 2020 | 2022 |